# Jacques de Montmorency
Pour les autres membres de la famille, voir Maison de Montmorency.
Jacques de Montmorency (1370 - † 1414), fils du maréchal Charles Ier de Montmorency (1307 - 11 octobre 1381) et de Perronnelle de Villiers de L'Isle-Adam (v. 1345 - v. 1415).

## Mariage et descendance
Jacques épouse le 1er octobre 1399 Philippine (Philippotte) de Melun, fille de Hugues Ier de Melun d'Antoing d'Epinoy, vicomte de Gand, et de Béatrix de Beaussart (issue des Wavrin-Waziers), dame de Croisilles, Neuville-Wistasse, Saulty, Wingles, Courrières et Beaumetz, châtelaine de Bapaume. De ce mariage sont nés :  
- Jean II de Montmorency (? - 6 juillet 1477) ;
- Philippe de Montmorency-Croisilles, Neuville et Courrières, marié à Marguerite de Bours en Ponthieu et Gueschart, dame d'Amougies et Russignies, d'Esquencourt et d'Acquest, d'Houpelines et Molimont : Postérité ;
- Pierre de Montmorency ;
- Denis de Montmorency (? - 23 août 1474).

## Ascendance
Jacques de Montmorency descend des rois de France jusqu'à Hugues Capet.